# Manlio Morgagni
Pour les articles homonymes, voir Morgagni.
Manlio Morgagni (1879-1943) est un journaliste italien qui fut proche de Benito Mussolini, et qui devint  l'un des hommes les plus importants du régime fasciste, à la tête de l'agence Stefani, tout en étant administrateur du journal Il Popolo d'Italia.

## Biographie
Manlio Morgagni est né en 1879 à Forlì, dans la province de Forlì-Cesena en Émilie-Romagne. Ex-militant syndical, il s'implique en politique et fait campagne en faveur de l'engagement de l'Italie dans la Première Guerre mondiale. Après-guerre, il devient conseiller municipal à Milan (1923-1926) puis vice-podestat de la cité (1927-1928), et président de la commission d'embellissement de la ville. Il est également un membre influent du Sénat.
En 1924, grâce à son statut de fidèle de Mussolini, Manlio Morgagni devient le nouveau directeur de l'agence Stefani. Les journaux doivent publier largement, à partir des années 1930, les premières mesures coloniales décidées par le régime, qui décide d'envahir l'Éthiopie.
En mai 1933, il se rend à Paris avec l'espoir de hisser Stefani au rang d'agence mondiale et de briser le trait qui lie les agences Associated Press, Reuters et Havas, estimant que la première ne doit pas diffuser de service mondial en Italie et que les deux autres doivent se contenter de diffuser des nouvelles de leur seul pays.
Pour ne pas le froisser, les autres acceptent la signature d'un « pacte à quatre », qui fera long feu. Il obtient alors un contrat qui lui donne le droit de collecter des nouvelles dans le monde entier.
Le 26 juillet 1943, apprenant la chute de Mussolini, Manlio Morgagni se suicide, enfermé dans son bureau, d'une balle dans la tête.